# 前48年
| 千纪： | 前1千纪 |
| 世纪： | 前2世纪 \| 前1世纪 \| 1世纪                                                                                |
| 年代： | 前70年代 \| 前60年代 \| 前50年代 \| 前40年代 \| 前30年代 \| 前20年代 \| 前10年代                           |
| 年份： | 前53年 \| 前52年 \| 前51年 \| 前50年 \| 前49年 \| 前48年 \| 前47年 \| 前46年 \| 前45年 \| 前44年 \| 前43年 |
| 纪年： | 西汉初元元年                                                                                               |

## 大事记
- 罗马共和国
  - 8月9日，格涅乌斯·庞贝和凯撒之间著名的法萨卢斯战役開始，凱撒勝。

## 出生
- 班婕妤，名不详，楼烦（今山西朔城区）人，西汉女作家，汉成帝嫔妃。

## 逝世
- 9月29日——格涅乌斯·庞贝，罗马共和国末期将军和政治家（前106年出生）